# F.C. Porto
Futebol Clube do Porto, znan tudi kot F.C. Porto ali enostavno Porto ali FCP, je portugalski nogometni klub. Prihaja iz mesta Porto.
Spada v t. i. "veliko trojico" ("Três Grandes") portugalskega nogometa, ob Benfici in Sportingu. Kluba iz Lizbone sta tudi največja rivala Porta.
Je najuspešnejši portugalski klub v mednarodnih tekmovanjih in drugi najuspešnejši v državnih tekmovanjih. Za Porto je igral tudi slovenski nogometaš Zlatko Zahović. V poletnem prestopnem roku 2015 je vratar Real Madrida Iker Casillas prestopil v Porto in poskrbel za enega najodmevnejših prestopov tistega prestopnega roka.

## Lovorike

### Domače
- Primeira Liga (Primeira Divisão, Primeira Liga, Campeonato Nacional): 30 
  - 1934–35, 1938–39, 1939–40, 1955–56, 1958–59, 1977–78, 1978–79, 1984–85, 1985–86, 1987–88, 1989–90, 1991–92, 1992–93, 1994–95, 1995–96, 1996–97, 1997–98, 1998–99, 2002–03, 2003–04, 2005–06, 2006–07, 2007–08, 2008–09, 2010–11, 2011–12, 2012–13, 2017–18, 2019–20, 2021–22

- Portugalski pokal/Prvenstvo portugalske (Campeonato de Portugal/Taça de Portugal): 20 
  - 1922, 1924-25, 1931-32, 1936-37, 1955–56, 1957–58, 1967–68, 1976–77, 1983–84, 1987–88, 1990–91, 1993–94, 1997–98, 1999–00, 2000–01, 2002-03, 2005–06, 2008–09, 2009–10, 2010–11

- Portugalski superpokal (Supertaça de Portugal): 18 (rekord)
  - 1981, 1983, 1984, 1986, 1990, 1991, 1993, 1994, 1996, 1998, 1999, 2001, 2003, 2004, 2006, 2009, 2010, 2011

### Mednarodne
- Evropski pokal/Liga prvakov: 2 [2]
  - Zmagovalci  (2) : 1987, 2004

- Pokal UEFA/Evropska liga: 2 [3]
  - Zmagovalci  (2) : 2003, 2011

- Pokal pokalnih zmagovalcev
  - Drugouvrščeni (1) : 1984

- Evropski superpokal Superpokal: 1[4]
  - Zmagovalci  (1) : 1987
  - Drugouvrščeni (2) : 2003, 2004

- Interkontinentalni pokal: 2
  - Zmagovalci  (2) : 1987, 2004

- Iberski pokal: 1 (neuradno)
  - Zmagovalci  (1) : 1935